# دیپین
دیپین (به انگلیسی: Deepin، که قبلاً به لینوکس دیپین و هاوید لینوکس معروف بود) یک توزیع لینوکس مبتنی بر شاخه پایدار دبیان است؛ که بر بستر کیوت ساخته شده و دارای میزکار کی دی ای دیپین است که برای توزیع‌های مختلفی مانند آرچ لینوکس، فدورا و مانجارو لینوکس نیز در دسترس و قابل استفاده است. در سال ۲۰۱۹، شرکت هواوی شروع به فروش لپ تاپ‌هایی کرد که دیپین به عنوان سیستم عامل پیش فرض روی آن‌ها نصب شده بود.

## بررسی
دیپین بسیاری از برنامه‌های منبع باز و اختصاصی مانند گوگل کروم، اسپاتیفای و استیم را پشتیبانی می‌کند و در بستهٔ نصبی خود این برنامه‌ها را به صورت پیش فرض دارا می‌باشد. این برنامه همچنین شامل مجموعه نرم‌افزاری از برنامه‌های کاربردی است که توسط دیپین تکنولوژی و همچنین کینگ‌سافت آفیس و CodeWeavers' CrossOver ساخته شده‌اند.
دیپین به دلیل داشتن رابطهٔ کاربری زیبا در بررسی‌های مختلف مورد تحسین واقع شده‌است، در حالی که همچنین به دلیل استفاده از یک سرویس ردیابی آماری در فروشگاه نرم‌افزاری خود که در ژوئیه ۲۰۱۸ حذف شده‌است، مورد انتقاد قرار گرفته‌است

## میزکار دیپین (دیپین دسکتاپ)
دیپین به‌طور خلاصه از محیط دسک تاپ خود به نام Deepin DE یا DDE استفاده می‌کند که بر بستر کیوت نوشته شده‌است. محیط دسکتاپ دیپین در مطلبی که توسط جک والن برای تک‌ریپوبلیک نوشته شده‌است به عنوان «تنها بهترین دسکتاپ موجود در بازار» توصیف شده‌است. سایر توزیع‌های لینوکس مانند آرچ لینوکس شروع به تلفیق محیط دسکتاپ Deepin در مخازن بسته خود کرده‌اند.